# Det Arabiske Forår
Protesterne i den arabiske verden 2010-2011 (eller Det Arabiske Forår) var en serie af demonstrationer i arabiske lande i Nordafrika og på den arabiske halvø, med krav om blandt andet demokratiske reformer. De begyndte den 17. december 2010 i Tunesien med baggrund i at den arbejdsløse akademiker Mohamed Bouazizi satte ild til sig selv efter at politiet havde beslaglagt hans grøntsagsvogn, og førte senere til at landets præsident Ben Ali måtte gå af. Massedemonstrationerne spredte sig siden videre til andre lande i den arabiske verden og har ført til flere omfattende forandringer i den arabiske verdens politiske klima.
Ud over Tunesien fandt demonstrationerne sted i Algeriet, Egypten, Syrien, Bahrain, Libyen og Yemen. Mindre eller relaterede demonstrationer forekom også i Mauretanien, Saudiarabien, Jordan, Oman, Djibouti, Sudan, Marokko, Iran og Vestsahara. Den 11. februar 2011 blev også Egyptens præsident Hosni Mubarak tvunget til at gå af som følge af de omfattende protester i landet.

## Forandringer
- Tunesiens præsident Zine El Abidine Ben Ali er gået af og gået i eksil i Saudiarabien.
- Egyptens præsident Hosni Mubarak er gået af, og man har fået indført en form for demokrati.
- Kong Abdullah 2. af Jordan har udskiftet premierminister Samir Rifai med Marouf al-Bakhit og givet denne til opgave at gennemføre demokratiske reformer i landet.
- Yemens præsident Ali Abdullah Saleh er gået af den 27. februar 2012.
- Algeriets præsident Abdelaziz Bouteflika har lovet at ophæve undtagelsestilstanden som landet har været i siden 1992.
- Kongehuset i Bahrain har lovet dialog og demokratiske reformer.
- Libyens diktator Muammar Gaddafi er blevet dræbt.

## Baggrund
Jasminrevolutionen skabte chokbølger i den arabiske verden. Dette skyldes blandt andet at oprøret har sin baggrund i det Al Jazeera English kalder den dødelige kombinationen af øget fattigdom, arbejdsløshed og politisk undertrykkelse, de tre kendetegn på de fleste arabiske samfund. Al Jazeera English har meldt ud at de tunesiske aktivister har været de mest åbenmundede i denne del af verdenen og brugte blandt andet Twitter for at udtrykke støtte til Bouazizi.
De sociale medier kan være en vigtig faktor i genoplivningen af den arabiske nationalisme, som har været ikke-eksisterende siden Gamal Abdel Nasser døde i 1970, og i den hurtige spredning af kundskab om, hvad der sker i de andre arabiske lande.
Der hersker derfor en frygt for, at oprøret skal sprede sig til de andre arabiske lande
Imidlertid er mange af de samme forhold tilstede i andre arabiske land fra Marokko til Algeriet og Egypten til Jordan, og dette gælder specielt arbejdsløshed, hårdhændet politi og brud på menneskerettighederne.

### Årsager
Tekst mangler, hjælp os med at skrive teksten

## Lande

### Tunesien
Oprøret i Tunesien er blevet kaldt Jasminrevolutionen i vestlige medier, og betegner det voldelige oprør, som fandt sted flere steder i Tunesien, og som fik Tunesiens præsident Zine El Abidine Ben Ali til at gå af den 14. januar 2011 efter 23 år som præsident. Han flygtede til Saudi arabien, og statsministeren Mohamed Ghannouchi overtog magten. Den 15. januar overførte Ghannouchi præsidentmyndigheden videre til nationalforsamlingens leder Fouad Mebazaâ. Grundlovs-rådet har besluttet, at der skal afholdes et nyt præsidentvalg indenfor 60 dage. Den 17. januar præsenterede Ghannouchi en ny koalitionsregering hvor tre af ministrene kom fra oppositionspartierne. Regeringens fremtid er imidlertid usikker da flere af oppositionens medlemmer trak sig 19. januar.
Sådan en politisk uro har været sjælden i Tunesien blandt andet fordi, at det bliver anset for at være mere velstående og stabilt i forhold til andre lande i regionen. Ben Alis afgang og flugt fra landet er første gang at protester har ført til at den øverste leder i et arabisk land har mistet magten.
Repræsentanter for myndighederne offentliggjorde 17. januar, at mindst 78 mennesker har mistet livet under urolighederne.

### Egypten

#### Baggrunden for protesterne i Egypten
Protesterne startede i Tunesien, men spredte sig blandt andet videre til Egypten, Algeriet, Libyen, Marokko, Syrien, Yemen og Bahrain.
Baggrunden for oprøret er et ønske om demokratisering, menneskerettigheder og bedre levevilkår i landet, som har været præget af undertrykkelse. Årsagen til oprør varierer fra land til land på grund af forskellige historiske forudsætninger, samfundsforhold og regeringsførelse.
Egypten har været udsat for et voldsomt økonomisk pres som følge af finanskrisen. Stigende fødevarepriser har forstærket den grundlæggende vrede og følelse af social uretfærdighed i befolkningen.
Oprøret i Egypten er i høj grad blevet gjort muligt af demonstrationerne i Tunesien. Det helt store skub kom da Tunesiens præsident Ben Ali blev væltet. Før dette har det syntes umuligt for befolkningen at landet blev styret af andre end Hosni Mubarak.

#### Forløb
I Egypten startede demonstrationerne den 25. januar 2011. Demonstrationen var en protest mod Hosni Mubarak regime. Tusindvis af mennesker mødte op til demonstrationen, som blev afholdt i Kairo. Demonstrationen blev indkaldt af politiske aktivister igennem Facebook og Twitter, som opfordrede til at møde op og vise deres utilfredshed med regimet. Protesten blev senere kaldt for ”Vredens Dag”. Demonstranterne marcherede i nærheden af den Egyptiske højesteret og fortsatte til Tahrir-pladsen. De slog lejre på Tahrir-pladsen og organiserede yderligere protester og demonstrationer i januar og februar, som var inspireret af oprøret i Tunesien. Der foregik også store demonstrationer i andre byer i Egypten; Aswan, Al-Mansura, Asyut og Alexandria.
Udgangspunktet for demonstrationerne var fredeligt, men det udviklede sig til kamp mellem demonstranter og politistyrker. Politiet og store dele af sikkerhedsstyrkerne brugte tåregas og vandkanoner til at stoppe demonstrationerne. Dette førte til dødsfald på ca. 846 mennesker, på blot de første 18 dage efter ”Vredens Dag”.

#### Hosni Mubaraks styre
Den 11. februar var Tahrirpladsen i Kairo fyldt med jublende demonstranter. Hosni Mubaraks vicepræsident havde meddelt, at Mubarak, efter han i 30 år har siddet tungt på sin post som regent, nu ville gå af. Efter de 18 dages demonstrationer havde næsten hele befolkningen vendt sig mod ham og tvunget ham til at trække sig tilbage. Han måtte videregive magten til det folkeanerkendte militær, som altså skulle administrere landets ledelse. Militæret lovede efterfølgende at de demokratiske reformer som demonstranterne har kæmpet for, vil blive gennemført, og at der til september vil være et frit og fair præsidentvalg.
Senere blev Mubarak i domstolen i Kairo, kendt skyldig i at medvirke i drabene på de mange demonstranter, der mistede livet under demonstrationerne. Den tidligere indenrigsminister, Habib el-Adly, blev også idømt fængsel på livstid.
Den 21. november kræver militæret blandt andet at få vetoret over for de love, det nye parlament vedtager. Det får Egypterne til at blive bange for om nu militæret også vil afgive den magt de har fået, og det udløser nye demonstrationer.

#### Efterfølgende
- I juni 2012 blev Mohamed Mursi fra det Muslimske Broderskab taget i ed som ny præsident.
- 22. november 2012 udstedte Mursi et dekret, som udvider hans magtbeføjelser betragteligt.
- 3. juli 2013 bliver Mursi afsat af militæret efter folkelige protester.[19]

### Yemen
Protesterne i Yemen mod daværende præsident Salehs autoritære styre begyndte midt i januar og omhandlede både den økonomiske situation og de begrænsede tiltag og også krav om en lov, som forbyder, at præsidenten kan sidde på ubestemt tid, og at han kan overføre magt til sin søn. Søndag den 23. januar 2011 blev 19 demonstranter arresterede, blandt andre den kvindelige journalist Tawakul Karman, som blev et symbol på kampen mod myndighederne. Karman blev imidlertid frigivet to dage efter arrestationen. Saleh kundgjorde, at han ikke ville stille op ved næste valg, og at han ville skrinlægge planer om at sidde permanent som præsident. Dette tilfredsstillede imidlertid ikke demonstranterne, og de har råbt slagord som "En revolution for frie meninger", "Efter Mubarak, Ali" og "Ingen korruption efter i dag". 21. februar 2012 overtog Abd Rabbuh Mansur Hadi som Yemens præsident efter at have vundet et valg uden modkandidat, mens Saleh blev givet immunitet og drog til USA, hvilket fremkaldte nye protester.

### Syrien
Konstante protester mod styret bliver besvaret med øget brutalitet fra styret.
I november lagde Den Arabiske Liga pres på Syrien med en resolution der sanktionerede syriske embedsmænds muligheder for at rejse i andre arabiske lande og indefrøs Syriens aktiver i disse lande. Der var tale om et usædvanligt skridt fra den Arabiske ligas side, der ikke har tradition for at lægge pres på medlemslande. I november blev Syrien efterfølgende suspenderet af ligaen.

### Bahrain
Protesterne i Bahrain er en serie demonstrationer oprindeligt for at opnå større politisk frihed og respekt for menneskerettighederne, uden samtidig at true monarkiet. Protesterne begyndte den 14. februar og var stort set fredelige indtil 17. februar da politiet rykkede mod demonstranter der sov ved det kendte monument i Manama. Politiet dræbte tre demonstranter. Efterfulgt af kampene mod politiet øgede demonstranterne deres protester.

### Oman
Den 17. januar demonstrerede 2000 mennesker i hovedstaden Muscat mod regeringen, hvor demonstranterne krævede lønstigninger og lavere leveomkostninger. Det var meget usædvanligt i den rolige Golfstat, og den blev organiseret af menneskerettigheds-organisationer i landet.

### Saudi Arabien
En uidentificeret 65 år gammel mand døde 21. januar efter at han satte ild til sig selv i Samtah i Jizan syd i Saudi-Arabien. Dette er det første tilfælde af selvantændelse i landet.

### Mauretanien
Der var tilsvarende protester i Mauretanien hvor Yacoub Ould Dahoud satte ild til sig selv nærheden af præsidentpaladset i protest mod præsident Mohamed Ould Abdel Aziz.

### Sudan
Det har været demonstrationer i flere byer og ved universitetet i Khartoum. En af oppositions lederne, Hassan al-Turabi, blev arresteret efter at Han opfordrede til samme type protestaktioner i Sudan for at få afsat regeringen efter dens valgfusk, den høje inflation og undertrykte politiske og civile rettigheder. i en tid hvor Sudan gennemførte Folkeafstemningen om uafhængighed i Sydsudan som gav et overvældende flertal for løsrivelse. 7. februar udtalte Sudans præsident Omar Hassan al-Bashir at valgresultatet skulle respekteres.

### Jordan
I Jordan kom det 14. januar til demonstrationer i flere byer, da flere hundrede mennesker demonstrerede imod regeringen i blandt andet Amman, Ma'an, Kerak, Salt og Irbid. Disse demonstrationer var organiseret af fagforeninger og venstreorienterede partier med krav om at regeringen skulle gå af.
Den jordanske regering svarede igen ved at øge priserne på brændstof. Al Jazeera hævdede at demonstrationerne imidlertid ville fortsætte i det kommende uger på grund af øgede madpriser.
Dette skete 21. januar, da 5.000 demonstrerede i den største af protesterne i Amman. Der var også store protester 28. januar, og 1. februar sagde kong Abdullah II at regeringen blev afsat som en følge af uroen og den tidligere general Marouf al-Bakhit blev bedt om at danne en ny regering og hans mission var at lave nogle hurtige reformer.

## Relaterede protester

### Nordkorea
Det sydkoreanske militær fik foldere med oplysninger om protesterne i Libyen og Egypten ind i Nordkorea i et forsøg på at fremkalde forandringer i Nordkorea. Nordkorea har truet med at gribe ind militært hvis Sydkorea fortsætter har Korean Central News Agency rapporteret. Der har været nogle små protester i Nordkorea.

### Burma
Shwe Mann, formand for Underhuset i Burmas parlament, advarer 24/6 imod 'arabiske forår' i Burma.

## Døde og sårede
Oprørene i den arabiske verden har ført til flere dødsfald enten som følge af direkte modstand fra regeringsmagten eller generelt bare demonstrationernes voldelige udfald. I Tunesien, Egypten og Libyen er flere hundrede dræbt hvilket overstiger andre landes tal. På bare få dage med demonstrationer er det angiveligt Libyen som har det højeste antal døde, med over 600 omkomne.
I Syrien har borgerkrigen (pr. 2018) kostet mere end 350.000 mennesker livet siden urolighederne brød ud i 2011. I Yemen er over 10.000 dræbt og cirka 54.000 såret (2018) siden 2015.
| Land        | Døde                            | Sårede |
| ----------- | ------------------------------- | ------ |
| Algeriet    | 8                               | 420+   |
| Egypten     | 365                             | 5500+  |
| Yemen       | 10.000 (2016)                   | 80     |
| Libyen      | 1000-2000+                      | Ukendt |
| Mauretanien | 1                               | Ingen  |
| Sudan       | 1                               | Ukendt |
| Syrien      | 240.000+ (2015) 350.000+ (2018) | Ukendt |
| Tunesien    | 219                             | 94     |